# True crime (género)
El true crime (expresión del inglés que puede traducirse como 'crimen verdadero' o 'crimen real') es un género literario, de pódcast y cinematográfico de no-ficción en el que el autor examina un crimen real y detalla las acciones de personas reales.
Los crímenes más comúnmente abordados en el género son los asesinatos, y alrededor del 40 por ciento se enfoca en relatos de asesinos en serie. El género del true crime o crimen real aparece de muchas formas, como libros, películas, pódcasts o programas de televisión. Muchas obras de este género redescriben crímenes sensacionalistas de alto perfil, como el asesinato de JonBenét Ramsey, el caso O. J. Simpson o el asesinato de Pamela Smart, mientras que otros se dedican a asesinatos menos conocidos.
Las obras sobre crímenes reales pueden incidir sobre los crímenes que cubren y sobre la audiencia que las consume. El género es criticado con frecuencia por ser insensible hacia las víctimas y sus familias y algunos críticos lo describen como cultura basura.

## Historia

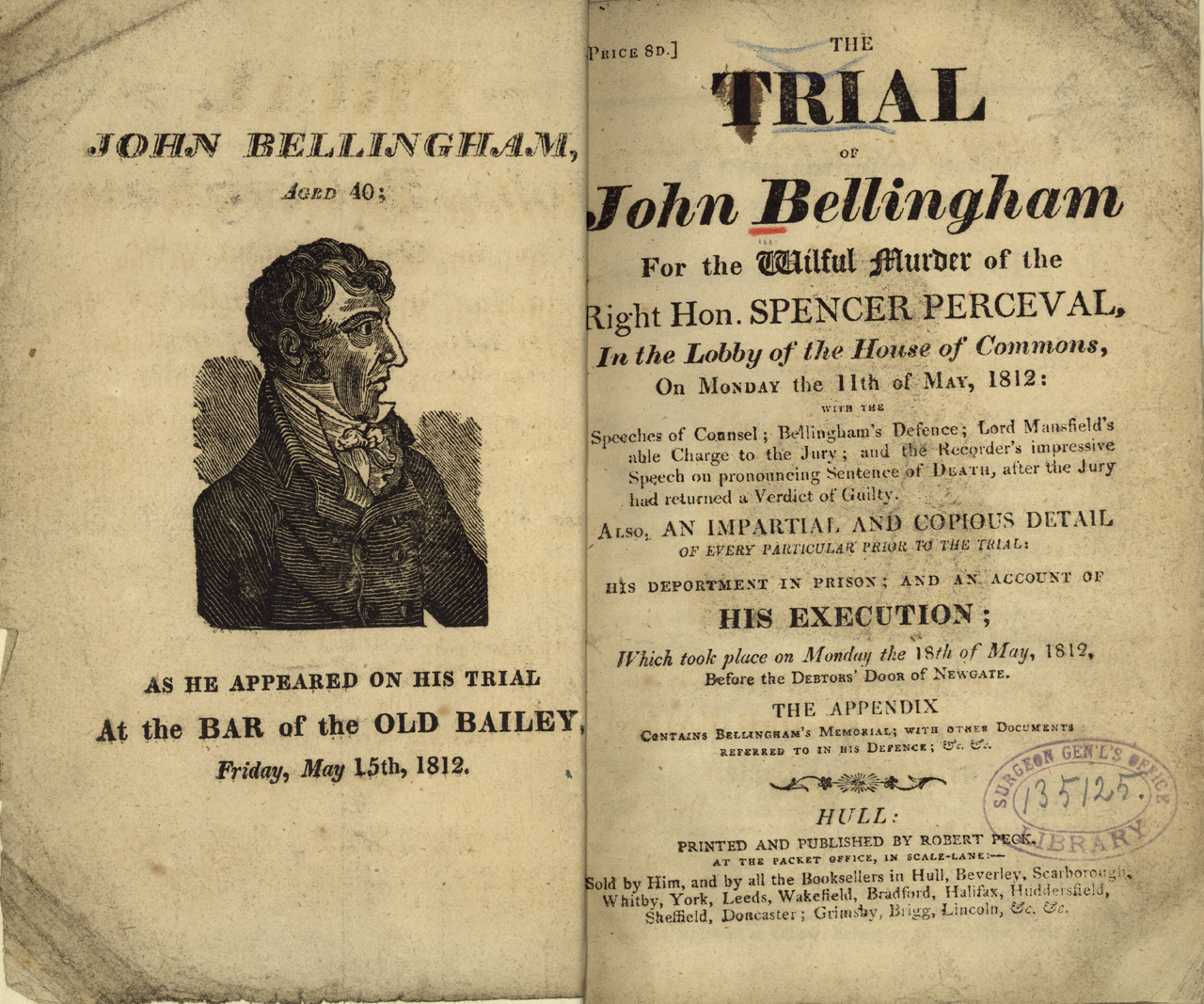
Panfleto sobre un asesinato, 1812

El libro de los Fraudes (en mandarín: 騙經) de Zhang Yingyu (c. 1617) es una colección de historias sobre supuestos casos reales de fraudes, de finales de la dinastía Ming . Obras del género chino relacionado de ficción de casos judiciales (gong'an xiaoshuo), tales como Casos del juez Bao del siglo XVI, se inspiraban en hechos históricos o bien eran completamente ficticias.
Cientos de panfletos (folletos), volantes, chapbooks y otros tipos de literatura callejera sobre homicidios y otros crímenes se publicaron en Gran Bretaña entre 1550 y 1700, a medida que la alfabetización aumentaba y nuevos métodos de impresión baratos se volvían comunes. Estas publicaciones variaban en estilo: algunas eran sensacionalistas, mientras que otras transmitían mensajes morales. La mayoría eran compradas por la "clase artesana y las superiores," en tanto las clases bajas no tenían dinero ni tiempo para leerlas. También se creaban baladas, cuyos versos se colgaban en carteles en las paredes de las ciudades, que eran narradas desde el punto de vista del perpetrador en un intento de comprender las motivaciones psicológicas del crimen. Tales panfletos se mantuvieron en circulación hasta el siglo XIX en Gran Bretaña y los Estados Unidos, incluso después de que se introdujera el periodismo policial bien extendido, gracias a la llamada prensa de centavo (penny press, periódicos muy baratos y de amplia impresión en los EE. UU. a partir de 1830).
En 1827, Thomas de Quincey publicó el ensayo "Sobre el asesinato considerado como una de las bellas artes" en Blackwood's Magazine, que se centraba no en el asesinato o el asesino, sino en cómo la sociedad veía el crimen.
A partir de 1889, el abogado escocés William Roughead escribió y publicó ensayos durante unas seis décadas sobre juicios por asesinato británicos notables a los que había asistido, y muchos de estos ensayos fueron recopilados en el libro Classic Crimes (2000). Muchos consideran a Roughead "como el decano del género moderno del true crime."
Un pionero estadounidense del género fue el bibliotecario y escritor Edmund Pearson, quien fue influenciado en su estilo de escritura sobre el crimen por la obra de Quincey. Pearson publicó una serie de libros de este tipo empezando por Studies in Murder en 1924 y concluyendo con More Studies in Murder en 1936. Antes de que fueran recopiladas en sus libros, las historias de crímenes reales de Pearson aparecían por lo general en revistas como Liberty, The New Yorker o Vanity Fair. La inclusión en estas revistas de clase alta diferenció las narrativas criminales de Pearson de las que se encuentran en la prensa de centavo. El prólogo de una antología de las historias de Pearson, de 1964, contiene una mención temprana del término "true crime" como género.
Usualmente se le atribuye a la "novela de no-ficción" de Truman Capote A sangre fría (1965) el establecimiento del estilo novelístico moderno del género, y la que lo disparó a una gran rentabilidad.

## Formas

### Revistas
La primera revista de crímenes reales, True Detective, se empezó a publicar en 1924. Incluía relatos bastante prosaicos de crímenes y cómo se habían resuelto. Durante el apogeo del género, antes de la Segunda Guerra Mundial, se llegaron a vender en los quioscos unas 200 revistas diferentes de true crime, unas seis millones de revistas vendidas cada mes. Por sí sola, la revista True Detective tenía dos millones en circulación. Las portadas de las revistas generalmente mostraban a mujeres amenazadas de alguna manera por un posible perpetrador criminal, y estos escenarios se hicieron más intensos en la década de 1960.
El interés público en las revistas empezó a bajar en la década de 1970 y, para 1996, casi ninguna se publicaba aún, incluyendo a True Detective, que había sido comprada por un nuevo propietario y luego cerrada.

### Libros
Los libros de crímenes reales a menudo se centran en eventos sensacionalistas, impactantes o extraños, en particular asesinatos. Si bien los asesinatos representan menos del 20% de los delitos denunciados, está presente en la mayoría de historias de true crime. Típicamente, estos libros reportan sobre un crimen desde el comienzo de su investigación hasta su proceso judicial. Un subgénero inmensamente rentable ha sido el de asesinos en serie. Una encuesta informal realizada por Publishers Weekly en 1993 concluía que los libros sobre crímenes reales más populares se centraban en asesinos en serie, y que mientras más horripilante y grotesco su contenido más altas eran sus ventas.
Algunas obras de true crime son "libros instantáneos" producidos rápidamente para capitalizar la demanda popular. Estas han sido descritas como obras "más que formulaicas" e hiperconvencionales. Otras en cambio pueden reflejar años de cuidadosa investigación e indagación y pueden tener algún mérito literario de consideración.
Un hito del género fue The Executioner's Song de Norman Mailer (1979), que fue el primer libro de este género en ganar un Premio Pulitzer.
Otros relatos prominentes de true crime incluyen A sangre fría de Truman Capote, el libro sobre crímenes reales más vendido de todos los tiempos, Helter Skelter, de Curt Gentry y Vincent Bugliosi, el fiscal principal del caso de la familia Manson, y The Stranger Beside Me de Ann Rule, sobre la vida de Ted Bundy. Un ejemplo de un libro moderno de true crime es I'll Be Gone in the Dark (2018) de Michelle McNamara. The Devil in the White City (2003) de Erik Larson ofrece un relato novelístico de las actividades de H. H. Holmes durante la Exposición Mundial de 1893.
En 2006, la editorial en línea Associated Content declaró que desde comienzos del siglo XXI, el género de crimen es el que ha experimentado un mayor aumento en ventas. Gran parte de esto se debe a la facilidad de reciclar materiales y la publicación de numerosos volúmenes de los mismos autores que difieren apenas en actualizaciones menores. La mayoría de los lectores de libros de true crime son mujeres.

### Cine y televisión
Los documentales sobre crímenes reales han sido un medio creciente en las últimas décadas. Uno de los más influyentes en este proceso fue The Thin Blue Line, dirigido por Errol Morris. Este documental, como otros, presenta dramatizaciones, si bien algunos documentalistas prefieren no hacer uso de éstas en tanto no muestran la verdad. En general, este tipo de producciones incluyen el uso de imágenes o grabaciones de archivo, entrevistas corales a testigos directos o incluso a los propios protagonistas y escenas actuales de los sitios o zonas de las que tratan los sucesos.
Las plataformas digitales, tales como Netflix, HBO o Amazon Prime principalmente presentan también desde hace unos años un muy amplio catálogo de documentales y docu series categorizados como true crime. Algunos ejemplos de estos en las diferentes plataformas son The disappearance of Madeleine McCann en Netflix, The Jinx: The life and deaths of Robert Durst en HBO, o The Moors Murders en Amazon Prime. Una de las series más conocidas de True Crime es Making a Murderer en Netflix. El consumo del true crime se ha convertido en una experiencia adictiva para la audiencia. Esta puede visionar los episodios una y otra vez en busca de nuevas pruebas que hayan pasado desapercibidas. Estos documentales ofrecen al espectador la posibilidad de conocer, profunda y visualmente, crímenes que han tenido un gran impacto, haciéndoles partícipes de la propia chino peruano.

A comienzos de la década de 1990, inició un auge de películas de true crime en Hong Kong. Estas películas incluían desde películas gráficas con clasificación de Categoría III como The Untold Story o Dr. Lamb (basadas en los asesinos en serie Wong Chi Hang y Lam Kor-wan, respectivamente) hasta películas para audiencias más generales como Crime Story (basada en el secuestro del empresario Teddy Wang Tei-huei ), con la actuación de la estrella de acción Jackie Chan.
En el ámbito español, en los últimos años, el género true crime no ha hecho más que crecer. El documental que marcó el inicio de esta nueva tendencia fue Lo que la verdad esconde: el caso Asunta (Operación Nenúfar), estrenada en 2017 en la cadena de televisión española Antena 3. Otros documentales con un gran impacto en España fueron El caso Alcàsser en 2019 o ¿Dónde está Marta? en 2021, ambas producciones de Netflix.

### Pódcasts
Los pódcasts con temática de crímenes reales son una tendencia reciente. El pódcast estadounidense de true crime, Serial (2014), rompió récords de podcásting al alcanzar 5 millones de descargas en iTunes de manera más rápida que cualquier pódcast previo. Para septiembre de 2018, se había descargado más de 340 millones de veces. Le han seguido otros pódcasts de crímenes reales como Dirty John, My Favourite Murder, Up and Vanished, series de la red Parcast como Cults, Female Criminals y Mind's Eye, Someone knows something, y muchos más.
Los pódcasts se han expandido a otros sitios como Spotify, Apple Music, YouTube y muchos otros. Existen como una forma de brindar a otros una manera fácil de aprender sobre crímenes, asesinatos y misterios de la vida real. Spotify tiene un número cada vez más grande de pódcasts sobre true crime, entre los que están Rotten Mango, Conviction American Panic, Bed of Lies, y Catch & Kill, entre muchos otros. Un informe de la psicóloga Amanda Vicary sugirió que el género ha ido en aumento particularmente gracias a que "las mujeres se sentían más atraídas por historias de crímenes reales que les dieran consejos para detectar el peligro y mantenerse con vida."
Se ha especulado que el miedo podría jugar un papel en la popularidad de los pódcasts sobre crímenes reales. Estos pódcasts describen a menudo crímenes horripilantes, lo que desencadena respuestas de miedo y liberación de adrenalina en el cuerpo. En tanto es posible consumir pódcasts en atracones, es posible experimentar descargas de adrenalina en ráfagas rápidas. Otra explicación de la popularidad de los pódcasts de true crime se debería a la naturaleza serializada del crimen, en la que eventos suceden uno tras otro. Pódcasts que exploran un crimen de manera episódica pueden así hacer uso de este aspecto en su narración.

## Efectos
El proceso de investigación del género del true crime puede llevar a cambios en los casos que se cubren, como ocurrió cuando Robert Durst confesó al parecer haber cometido un asesinato en el documental The Jinx y fue arrestado.
Un estudio realizado en 2011, en Nebraska, mostró que consumir programas de crímenes de no-ficción (es decir, true crime) correlacionaba con un mayor miedo a ser víctima de un crimen. A medida que aumentaba la frecuencia de ver programas de crímenes reales, aumentaba el apoyo a la pena de muerte, mientras que el apoyo al sistema de justicia penal disminuía.
En Australia, la cantidad de denuncias entregadas a la red de denuncia de delitos Crime Stoppers Australia dando lugar a la presentación de cargos se duplicó entre 2012 y 2017. Este mayor interés sobre el crimen se le atribuye a los populares pódcasts sobre crímenes reales.
El programa de Netflix Making A Murderer ha tenido una variedad de efectos en la vida real, que van desde que el programa sea mostrado en facultades de derecho como material pedagógico, hasta una mayor desconfianza hacia investigadores criminales.

## Psicología y atracción
La atracción por el True Crime se explica por varias motivaciones psicológicas. La curiosidad morbosa lleva a las personas a sentirse atraídas por lo macabro y lo prohibido, permitiéndoles explorar el peligro desde una posición segura. También existe el deseo de entender el comportamiento extraño, como el de los criminales, para reducir la incertidumbre y encontrar sentido a los actos de violencia. Muchas veces pensamos que el hecho de que nos guste el True Crime es psicopatía pero en realidad es muy humano despertarnos esa curiosidad.
Otra motivación es la empatía hacia las víctimas, que conecta emocionalmente a los espectadores con las historias, haciéndolas más humanas. El True Crime nos permite conocer lo que sufre la víctima. Además, el True Crime ofrece la satisfacción de resolver misterios, lo que apela a la necesidad cognitiva de comprender lo desconocido y obtener respuestas. Nos genera adrenalina, debido a que estamos viviendo la circunstancia de un crimen sin tener que sufrirlo.
El True Crime también satisface un "miedo controlado", permitiendo a los espectadores experimentar emociones fuertes sin peligro real. Según algunas teorías, este interés podría ser una manifestación de instintos evolutivos, como el deseo de aprender sobre las amenazas para sobrevivir. Desde un punto de vista biológico y evolutivo queremos conocer el peligro y cómo afrontarlo, buscamos reproducirnos por ello tenemos que poder identificar todo aquello que nos pueda atacar para poder sobrevivir.

## Crítica
El género del true crime ha sido criticado por ser irrespetuoso hacia las víctimas del crimen y sus familias. El autor Jack Miles cree que este género tiene un alto potencial de causar daños y trauma emocional a las personas reales involucradas. Los medios de true crime pueden producirse sin tener el consentimiento de la familia de la víctima, lo que puede llevar a que éstas personas vuelva a pasar por el trauma. Debates recientes sobre el consumo de medios de true crime también se han centrado sobre el impacto en la salud mental de su audiencia.
Dependiendo del escritor, el true crime puede adherirse estrictamente a hechos bien establecidos en forma periodística o puede en cambio ser altamente especulativo. Los escritores pueden escoger selectivamente qué información presentar y cuál omitir para sostener su narrativa. Artistas han ofrecido narraciones basadas en hechos combinando la ficción y recreación histórica. La escritora Christiana Gregoriou analizó varios libros del género y concluyó que la tabloidización y la ficcionalización son omnipresentes en las obras de algunos de los autores de la literatura de true crime. En algunos casos, incluso libros del mismo autor difieren en detalles específicos sobre el mismo asesino o eventos. Por ejemplo, algunos de los hechos informados en A sangre fría de Capote fueron cuestionados en 2013. El segundo intento de Capote de escribir un libro de crímenes reales, Música para camaleones (1979), a pesar de llevar el subtítulo de "Relato de no-ficción sobre un crimen estadounidense", ya fue criticado al contener elementos ficticios significativos.